# Idraulica del parco della reggia di Versailles

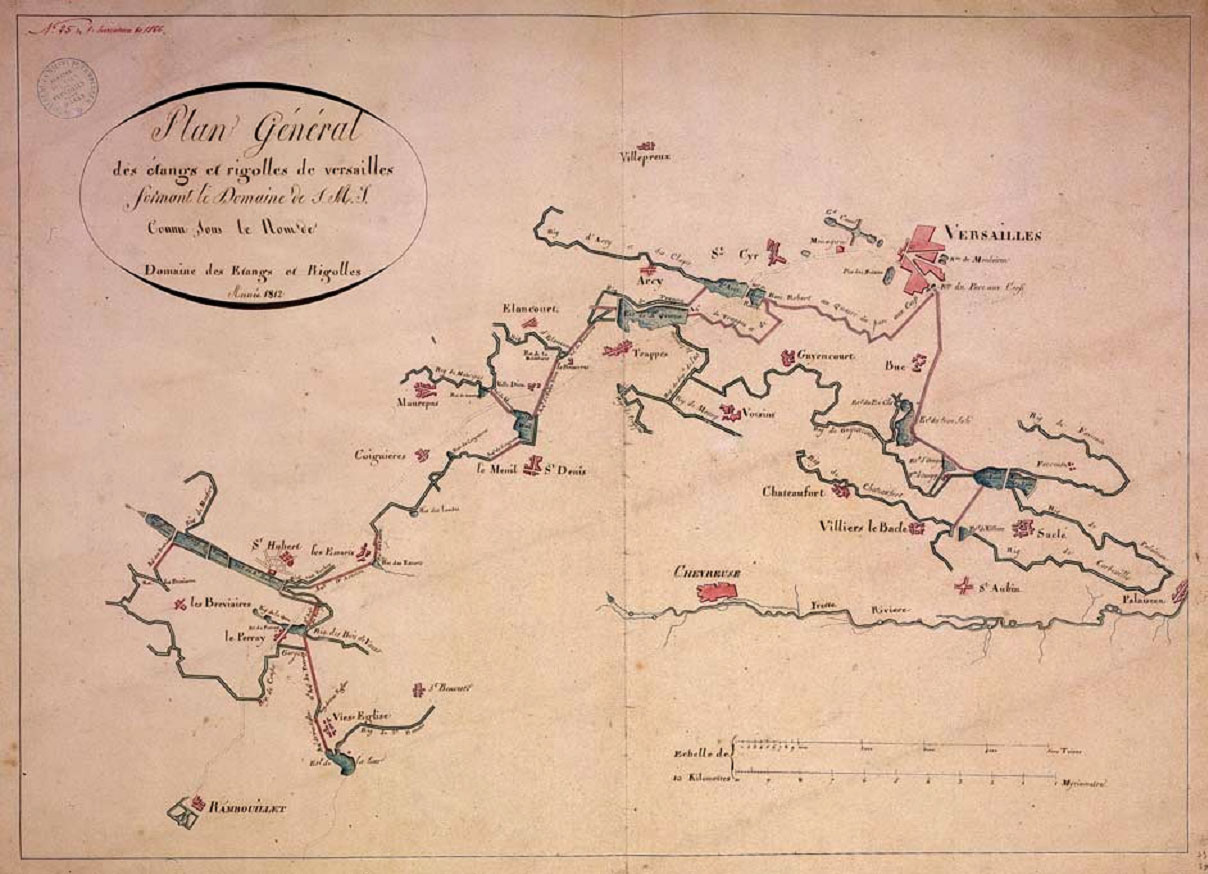
Plan général des étangs et rigoles de Versailles 1812

Il parco della Reggia di Versailles, sin dalla sua creazione, venne provvisto di numerosi bacini, fontane e giochi d'acqua. Re Luigi XIV aveva dato una grande importanza ai giochi d'acqua per sublimare il suo splendore. Ancora oggi queste fontane comprendono più di 1400 getti, e pertanto l'apporto di acqua giornaliero è importante. L'approvvigionamento di acqua fu un problema costante che attanagliò Versailles sin dai tempi dei suoi ideatori perché la reggia venne costruita in una zona naturalmente priva di questa risorsa. Alla fine del regno di Luigi XIV i getti d'acqua delle fontane consumavano 6300 m³ d'acqua all'ora, costituendo un terzo dei costi totali di mantenimento della reggia..

## Un sito non appropriato
Il giovane re Luigi XIV era rimasto molto colpito dai giochi d'acqua visti il 17 agosto 1661 presso il castello di Vaux-le-Vicomte in occasione di una festa data in suo onore dal sovrintendente generale delle finanze del regno Fouquet. Ma il sito di Versailles, scelto per l'edificazione della nuova residenza reale, non si prestava per la creazione di un simile parco. Costruito su terreni paludosi, il complesso era lontano da qualsiasi corso d'acqua ed era posto ad un'altitudine di 142 metri sul livello della Senna, da cui comunque distava parecchi chilometri. La sola risorsa naturale di acqua del castello era lo stagno di Clagny, situato a nord (oggi coperto, si trova nella parte inferiore dell'attuale rue des Réservoirs a Versailles), che comunque non era alimentato da alcun ruscello.
A questo si aggiungeva il fatto che nel XVII secolo la tecnica idraulica non aveva fatto particolari progressi rispetto all'antichità.

## Il perfezionamento delle tecniche
Se il principio era sempre il medesimo  — trovare l'acqua in quantità sufficiente ed incanalarla in riserve che potessero alimentare comodamente le fontane ed ottenere quindi i getti più alti-, la tecnica idraulica per la costruzione delle fontane stesse non si era evoluta negli anni e furono necessari anni per perfezionarla a Versailles.
Gli originali tubi in legno usati per le prime realizzazioni, vennero rimpiazzati poco dopo da tubi in ghisa, un materiale meno oneroso e più resistente. I fontanieri iniziarono ad acquisire quindi sempre più una funzione fondamentale per il castello e la famiglia Francine costituì una vera e propria dinastia di tecnici al servizio del re e dei suoi giardini (tutt' oggi esiste questa dinastia Francina).
Si perfezionarono nel tempo anche le tecniche di pompaggio e di incanalamento dell'acqua anche da lunga distanza, come con la costruzione della macchina di Marly per pompare l'acqua dalla Senna.

## 1662-1667 - I primi lavori di idraulica alla reggia
Il primo sistema idraulico del castello era costituito dalle modeste riserve idriche del parco che consistevano in appena 100 m3, alimentate da una pompa con un cavallo da tiro che derivava l'acqua dallo stagno di Clagny. La richiesta era allora di 600 m³ al giorno e pertanto le riserve permettevano appena di alimentare le prime fontane del parco. Nel 1663, l'intendente delle fontane, Denis Jolly, fece installare una nuova pompa azionata da due cavalli. I Francine, fontanieri del re, edificarono tre anni più tardi una grande riserva di 580 m³ per la nuova Grotta di Teti che era dotata di importanti giochi d'acqua. Questi fecero costruire inoltre tre mulini a vento per portare l'acqua dallo stagno di Clagny attraverso un canale alla terrazza nord del castello.
Questo prima sistema idraulico permise di alimentare una dozzina di fontane di quelle allora esistenti ed il re il 17 agosto 1666 poté così inaugurare i primi « Grandes eaux » di Versailles.
Nel 1667, vennero costruite tre riserve per una capacità totale di 5000 m³ a nord del castello lungo l'attuale rue des Réservoirs (Versailles).

## 1668-1674 - Deviazione delle acque della Bièvre
Ma il re andò ad aggiungere ulteriori fontane e getti al parco di Versailles e per questo motivo si decise di deviare le acque del fiume Bièvre che scorreva da Bouviers a Guyancourt a sud di Versailles per poi sfociare nella Senna a Parigi. Venne quindi costruito uno sbarramento su quel fiume, creando così lo stagno di Val. Dei mulini a vento allora portavano l'acqua sul piano di Satory verso le riserve di la Martinière e di Satory.
L'opera venne terminata nel 1674.

## L'idea di un canale dalla Loira
Pierre-Paul Riquet (1609-1680) supervisionò la costruzione del canale reale in Linguadoca (attuale canal du Midi), allora considerato come il più grande cantiere del XVII secolo, che sarà completato nel 1681. Egli propose al re di costruire anche un canale che trasportasse l'acqua dalla Loira a Versailles. L'idea piacque particolarmente a Luigi XIV anche se il costo per la realizzazione dell'opera era di 2,4 milioni di livres. Ma Colbert, che dubitava della fattibilità del progetto, incaricò l'abate Picard, membro dell'Accademia delle Scienze di Francia di eseguire dei rilievi sulla pendenza del nuovo canale e fu proprio Picard in quell'occasione a brevettare un nuovo misuratore a lunetta che permetteva di misurare la precisione di una pendenza di 1 cm mentre i precedenti strumenti potevano misurare fino a 10 metri e non meno. Queste misure eseguite mostrarono la non fattibilità del progetto perché il livello della Loira era troppo basso rispetto al sito di Versailles e pertanto il progetto venne abbandonato.

## 1675-1678 - Creazione e presa d'acqua dagli stagni di Trappes e di Bois d'Arcy
L'abate Picard, proseguendo i suoi studi a Versailles, constatò che le aree di Trappes e di Bois d'Arcy erano troppo alti per le riserve di Versailles. Le piogge alimentavano qualche stagno che si portava verso la Bièvre. Colbert diede il via agli sbarramento nel 1675, creando così due stagni artificiali. Fece quindi costruire un acquedotto di 1500 metri che attraversava la collina di Satory. I lavori vennero completati nel 1679 e da allora le fontane poterono operare senza problemi per tutto il giorno. Le primitive pompe di Clagny poterono a quel punto essere fermate.

## 1678-1685 - Pompaggio dell'acqua dalla Senna

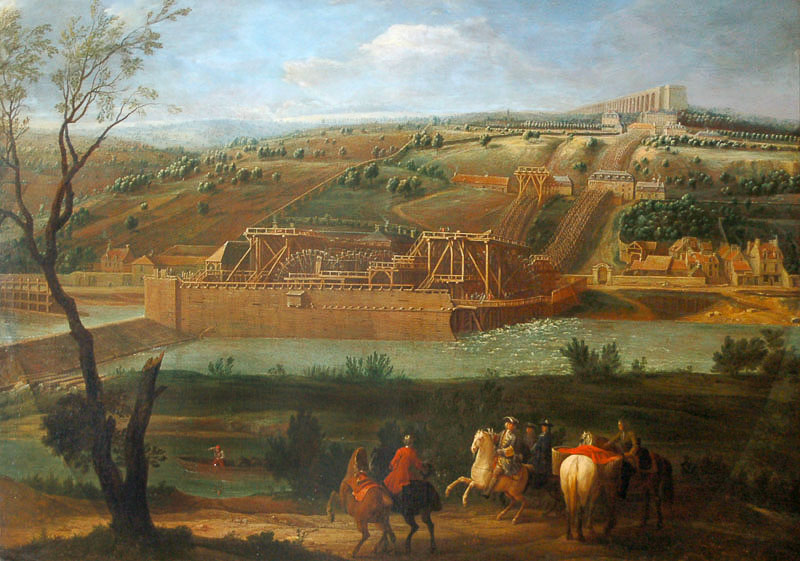
La machine et l'aqueduc de Marly di Pierre-Denis Martin

L'idea di pompare l'acqua dalla Senna, fiume con una portata rilevante, era sempre presente negli anni, ma la distanza di 10 chilometri ed il dislivello di 142 metri, avrebbero richiesto tecniche molto avanzate per portare a compimento il progetto. Colbert analizzò diversi progetti sottopostigli Jacques de Manse. · 
Un ambizioso imprenditore di Liegi, Arnold de Ville, per le sue relazioni con la fabbricazione di una pompa a Saint-Maur, riuscì però a presentare direttamente al re il suo progetto per una pompa d'acqua a Marly. 

Nel giro di un anno, dal maggio del 1681 al giugno del 1682, Arnold de Ville e un'équipe di carpentieri diretta dai fratelli Paulus e Rennequin Sualem, costruirono la macchina che venne inaugurata alla presenza del re e della corte. Colbert quindi dispose ulteriori lavori per la costruzione di un acquedotto che portasse questa acqua pompata alle riserve di Versailles e ne derivò l'Acquedotto di Louveciennes e quello di Picardie.
La macchina di Marly alimentava i primi bacini, fontane e giochi d'acqua anche del Castello di Marly che era diventato famoso per il suo Grand jet (40 m di altezza) che all'epoca era il più grande getto d'acqua di tutto il reame di Francia.

## 1680-1685 - Gli stagni inferiori
Il sistema di alimentazione dell'acqua dal plateau di Saclay con lo stagno di Villiers permetteva di creare l'acquedotto dei Minatori e lo stagno di Saclay, lo stagno di Orsigny e quello di Trou. L'Acquedotto di Buc permetteva la fornitura dell'acqua al serbatoio Gobert.

## 1683-1685 - Gli stagni superiori
Colbert morì nel 1683. Louvois prese quindi incarico nei lavori e pensò di aumentare considerevolmente il numero di stagni nella parte superiore realizzando tra gli altri lo Stagno de la Tour, lo Stagno di Perray, lo Stagno d'Holland, lo Stagno dei Noës (a Mesnil Saint-Denis), e lo stagno di Trappes (attuale Stagno di Saint-Quentin). Vennero così unificati lo stagno di Rambouillet con quello di Trappes a formare un corso d'acqua artificiale detto « lit de rivière » (il nome di "Rivière royale" o "Rivière du Roi Soleil" verrà dato nel XX secolo per ragioni turistiche). Questo fiume artificiale era alimentato da numerosi ruscelli e modificò considerevolmente l'aspetto dell'intera regione aprendo più di 15.000 ettari di terra all'agricoltura. La lunghezza di questo fiume artificiale e dei suoi acquedotti era di 34 km.

## 1685 - Abbandonando la gravità
Nel 1685 con la ferma dei mulini di Val che facevano risalire l'acqua alle riserve di Satory e dalla Bièvre e con la ferma dei primi mulini di Clagny l'anno precedente, nonché con la costruzione della macchina di Marly il problema della pendenza e della forza di gravità per creare la pressione necessaria al funzionamento delle fontane di Versailles divenne un problema secondario.

## 1685-1688 - Nascita ed abbandono delCanal de l'Eure

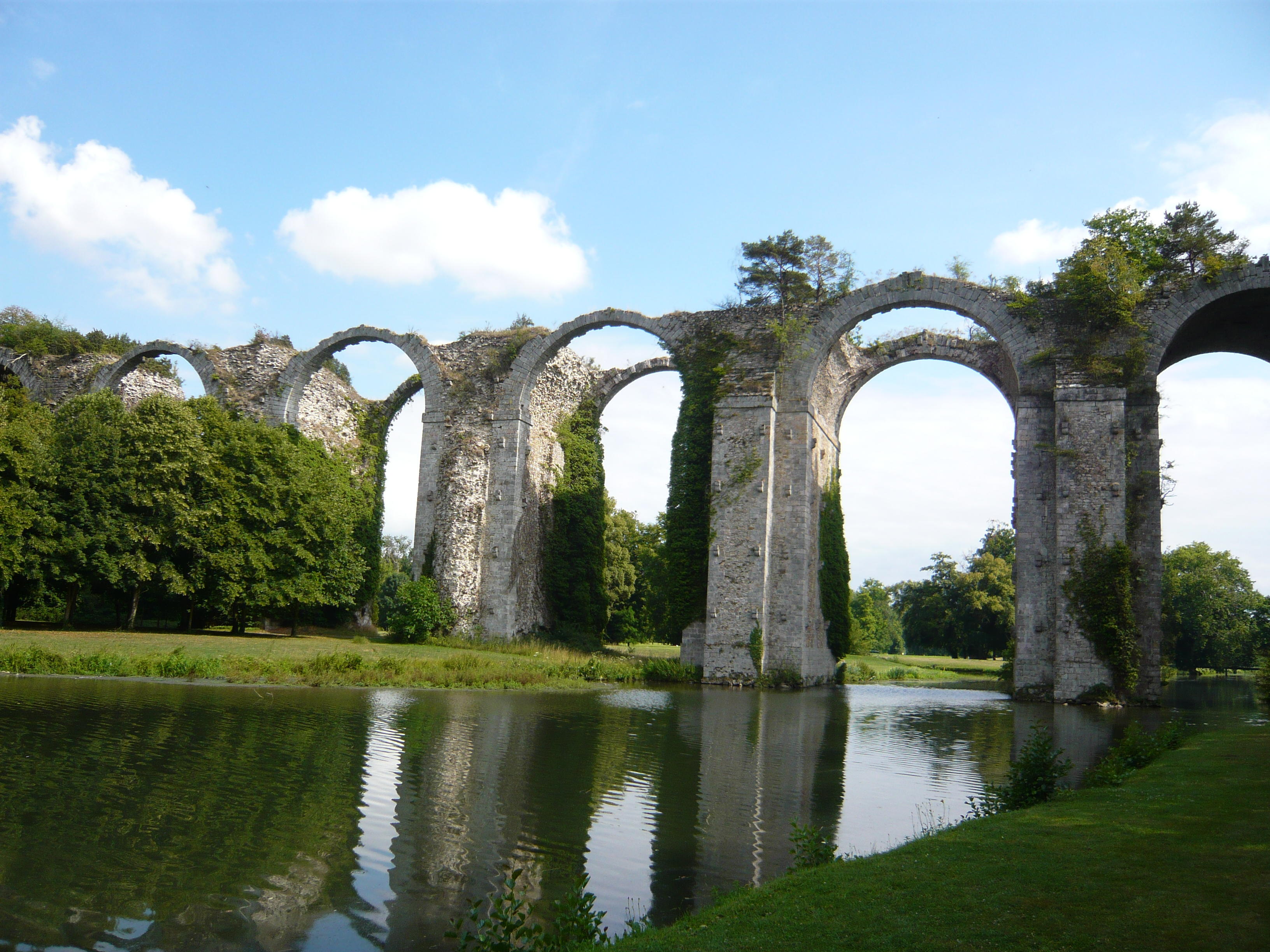
Rovine dell'acquedotto de Maintenon

La macchina di Marly si rivelò comunque ancora una volta insufficiente ad alimentare le fontane del parco che andava ingrandendosi e per questo motivo si cercarono altre fonti di approvvigionamento dell'acqua. Monsieur de la Hire dimostrò la "fattibilità" di deviare parte delle acque del fume Eure e Louvois pianificò la creazione di un canale non navigabile che avrebbe portato appunto l'acqua sino alla reggia di Versailles. 

Egli ordinò dunque a Vauban di procedere ai lavori: venne scavato un canale della lunghezza di 80 chilometri per una pendenza variabile da 14 a 17 cm per ogni chilometro. L'acqua dovette essere deviata leggermente al di sotto di Pontgouin, nei pressi di Chartres.
I lavori iniziarono nel 1685 con l'impiego di 30.000 uomini. Vennero costruiti due acquedotti per deviare l'Eure, uno a Berchères, di 1 km di lunghezza, e l'altro a Maintenon, di 5 km di lunghezza. I lavori vennero interrotti nel 1688 dal momento che 6000 uomini morirono l'anno precedente di "febbre paludiana", ma soprattutto perché la Francia era entrata in guerra contro la Lega di Augusta. Le ostilità perdurarono per 9 anni e lo stato delle finanze del Regno e la morte di Louvois fecero sì che i lavori non ripresero se non alla fine della guerra, malgrado i 9.000.000 di livres già spesi.

## Dopo Luigi XIV
La morte del re nel settembre del 1715, segnò la fine di una grande epoca per Versailles. Il reggente del sovrano ancora in minore età e tutta la corte, tornarono a Parigi. Le riserve idrauliche non si dimostrarono più necessarie e per questo vennero abbandonate a loro stesse, spesso provocando ristagni d'acqua, malattie ed epidemie. Nel 1722 la corte tornò a Versailles e una delle prime priorità del nuovo sovrano fu proprio quella di ripristinare queste condotte per scongiurare lo scoppio di ulteriori epidemie.
Nel 1736 lo stagno di Clagny venne coperto.
Più tardi vennero installati dei filtri sulle riserve e nel 1784 venne creato il pavillon des Filtres allo sbocco dell'Acquedotto di Picardie.

## Le acque di Versailles oggi
Nel 1950 l'acquedotto di Buc venne rimesso in servizio. Nel 1977 l'acquedotto di Trappes venne parzialmente distrutto per l'estensione della città di Versailles. All'epoca, infatti, le acque del parco di Versailles funzionavano a circuito chiuso dal momento che una pompa elettrica riusciva a pompare l'acqua dal Grand Canal e ad alimentare da lì tutto il parco per poi tornare al luogo di origine. Nel 1981 venne installata una nuova pompa nel bacino di Montbauron e negli altri due bacini rimanenti per alimentare ulteriormente le fontane.